# Воротынск (станция)
Вороты́нск — станция Московской железной дороги в посёлке Воротынск Бабынинского района Калужской области. Открыта в 1899 году на Московско-Киево-Воронежской железной дороге.

## Описание
Располагается на электрифицированном постоянным током (3кВ.) участке Тихонова Пустынь — Сухиничи-Главные Московской железной дороги. Входит в Московско-Смоленский центр организации работы железнодорожных станций (ДЦС-3) Московской дирекции управления движением ОАО РЖД. По основному применению является участковой, по объёму работы отнесена к 3 классу. В границах станции расположен остановочный пункт 188 км.
От станции отходит однопутная неэлектрифицированная ветка на Куровской и индустриальный парк «Росва». Имеется развитое путевое хозяйство, состоящее из 10 путей различного назначения, здание железнодорожного вокзала c кассами и небольшим залом ожидания. Открыты 2 низкие пассажирские платформы, одна из которых островная. Платформы соединены с городом и промзоной высоким пешеходным мостом и низкими переходами с деревянными настилами.

## История
7 (19) июня 1895 года Императором Николаем II высочайше было утверждено третье дополнение к уставу частной Киево-Воронежской железной дороги, согласно которому обществу присваивалось наименование «Общество Московско-Киево-Воронежской железной дороги» и предписывалось, в частности, построить железнодорожную линию от Брянска до Москвы через Сухиничи и Малоярославец.
К концу 1897 года рельсы до строящегося моста через реку Угру и далее до разъезда № 19 «Сергиев Скит» были уложены повсеместно. Строительство дороги велось довольно быстро. На участке под Воротынском трудились сотни рабочих-землекопов, прибывших с Украины вместе с конными грабарками, остроумно приспособленными для перевозки и отсыпки земли.
Открытие пассажирского движения откладывалось несколько раз, и вот 1 (13) августа 1899 года станция Воротынск была торжественно открыта одновременно со всем участком от Москвы до Брянска. По этому поводу из Москвы прибыл ресторатор Антошин. Были взяты в аренду буфеты на станциях. Столы были сервированы «приличной посудой с кухонными приборами». В конце торжественного обеда всем желающим подавали по умеренному счёту большую кулебяку с горячим запечённым окороком ветчины. После обеда на платформу был подан украшенный цветами и зелёными ветвями состав, состоящий из паровоза и трёх открытых платформ. Приглашённые пассажиры, по украшенному мосту через Угру проследовали от Воротынска в сторону Тихоновой Пустыни.
К 1905 году, кроме здания вокзала, были построены дома для железнодорожников и подвалы — ледники. Рядом со станцией был разбит питомник, специально созданный для озеленения прилегающей к дороге территории. На берегу реки Высса был построен водозабор, откуда вода для паровозов подавалась в водоналивные башни.
Посёлок Воротынск был освобождён от немецкой оккупации 29 декабря 1941 года ротой И. Ф. Милехина из состава 1322 стрелкового полка 413-й стрелковой дивизии. Красноармейцы, обойдя немцев с тыла, ударили по станции Воротынск. Побросав оружие и технику фашисты стали отступать за реку Угру оставив без боя большой железнодорожный мост. Чуть позднее им всё же удалось разрушить мост через Угру, но уже к концу февраля 1942 года он был полностью восстановлен бойцами 3-го мостового батальона Западного фронта.

## Пассажирское движение
На станции имеют остановку все пригородные электропоезда, а также пассажирские поезда дальнего следования сообщением Москва — Климов и Москва — Новозыбков.

## Комментарии
1. ↑  На 7 мая 2021 года данные о точных границах региона (отделения) не публиковались в официальных источниках.
2. ↑  Наименование Московско-Киево-Воронежской железной дороги с 1893 и до середины 1895 года.
3. ↑  Ныне станция Калуга II